# عصابة دالتون
عصابة دالتون كانت مجموعة من الخارجين عن القانون وقد مكثت هذه الجماعة في الغرب الأمريكي في الفترة ما بين  1890-1892، وقد لُقبّت أيضا بـ «الإخوة دالتون» وذلك لأن ثلاثة من أفرادها  كانوا إخوة. تخصصت العصابة في سرقة القطارات والبنوك، و خلال إحدى عملياتها في كوفيفل (كانساس) سقط إثنان من أفرادها قتلى وتم إلقاء  القبض على زعيم العصابة إمييت  وحكم عليه بالسجن 14 عاماً.
كان الأخ الأكبر فرانك نائب المارشال الأمريكي، لكنه قُتل في عام 1887. في عام 1890، تحول جراتون «جرات»، بوب، وإيميت إلى مجرمين بعد عدم دفع رواتبهم كقانونيين. لم ينضم شقيقهما الأوسط وليام م. "بيل" دالتون مطلقًا إلى إخوته ولكنه خدم كجاسوس ومخبر. بعد موتهم، كان سيشكل عصابة خاصة به مع بيل دولين، المعروف باسم وايلد بانش، أو عصابة دالتون دولين. كانت الدالتون نشطة في وقت لاحق من جانج جيمس جانغر الذي كان أكبر سناً بكثير. بسبب الشعبية والإثارة التي تحيط الدالتون، اتهموا بسرقات مختلفة في جميع أنحاء البلاد. هذا أدى إلى مجموعة متنوعة من الأساطير التي تكتب عن العصابة. لكن آخر ما تبقى من الأخوة، ليت، كسر صمته عن حقيقة أنشطة إخوانه بعد وفاة شقيقه إميت. واتهم كتاب إيميت عن العصابة "عندما ركب دالتون" بأنه ملفق إلى حد كبير، وتحديداً كيف نفى إيميت التواجد في كاليفورنيا مع شقيقه بوب. ومع ذلك، اعترف إيميت بحرية على فراش موته ل فرانك فورست لاتا بأنه كان في كاليفورنيا مع شقيقه بوب، واستخدم الاسم المستعار ويليام مكلهاني، وطلب من لاتا عدم نشر المعلومات إلا بعد وفاته.